# Hipoestesia
En medicina, la hipoestesia es un síntoma  que consiste en una anomalía sensitiva que causa 
reducción de la sensación cutánea a la presión, tacto o estímulos calientes o fríos. Puede deberse a muchas causas, la mayor parte son patologías que afectan al funcionamiento de los nervios periféricos sensitivos.  La anomalía opuesta a la hipoestesia es la hiperestesia.

## Etiología
La hipoestesia es un síntoma y no una enfermedad, puede estar provocado por diferentes procesos que afectan al sistema nervioso, entre ellos los siguientes:
- Enfermedades desmielinizantes como la esclerosis múltiple y el síndrome de Guillain-Barré.

- Procesos que provocan la compresión mecánica de un nervio, por ejemplo la hernia discal y el síndrome del túnel del carpo.

- Procesos infecciosos que afectan a los nervios periféricos, por ejemplo la lepra.

- Algunos medicamentos, por ejemplo fármacos quimioterápicos para el tratamiento del cáncer.

- Algunas enfermedades metabólicas como la diabetes mellitus.

- Estados carenciales, por ejemplo el beriberi por déficit de vitamina B1 (tiamina).

## Términos relacionados
- Hipoalgesia. Consiste en la existencia de una sensibilidad disminuida ante estímulos dolorosos. Se considera una variedad de hipoestesia.[4]
- Analgesia. Describe la ausencia de dolor ante estímulos que en condiciones normales lo provocan.[4]
- Hiperalgesia. Describe una percepción aumentada del dolor cuando tiene lugar un estímulo por encima del umbral doloroso.[4]
- Hemihipoestesia. Es una hipoestesia que afecta a la mitad lateral del cuerpo.
- Hipoestesia corneal. Cuando la hipoestesia afecta específicamente a la córnea, en el polo anterior del ojo. Se asocia a distintos procesos entre ellos diabetes mellitus, queratitis por herpes simple, intervenciones quirúrgicas sobre el ojo, uso de lentillas y toxicidad por medicamentos que se aplican en forma de colirio.[5]
- Síndrome de hipoestesia mentoniana. Tiene lugar por alguna afección del nervio mentoniano o del nervio alveolar inferior. Puede producirse por un traumatismo previo o un proceso infeccioso. En algunos casos se debe a una neoplasia maligna.[6]